# AOC Corse

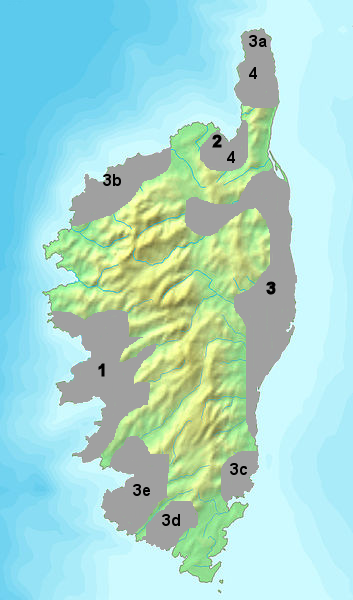
Vins de Còrsega:
3 AOC Corse
3a AOC Corse Coteaux du Cap Corse
3b AOC Corse Calvi
3c AOC Corse Porto-Vecchio
3d AOC Corse Figari
3e AOC Corse Sartène

La denominació AOC Corse, o AOC Vin de Corse (Appellation d'Origine Contrôlée Corse o Appellation Corse Contrôlée), és una denominació regional pels vins de qualitat de Còrsega elaborats fora de les dues denominacions de categoria cru: AOC Ajaccio i AOC Patrimonio. Cinc denominacions més, de categoria villages, afegeixen una especificació darrera de la denominació regional: AOC Corse Coteaux du Cap Corse, AOC Corse Calvi, AOC Corse Porto-Vecchio, AOC Corse Figari i AOC Corse Sartène.
La zona de producció del vins AOC Corse no seguit d'una denominació comunal està situada al llarg del litoral oriental, des de Bastia fins a Porto-Vecchio passant per Aléria, i al centre de l'illa a la regió de Ponte Leccia. Els vents dominants són el xaloc (sciroccu) i el gregal (grecale). En aquesta àrea es produeixen poc més de la meitat dels vins de qualitat de Còrsega.
La varietat de raïm blanc dominant és el vermentinu, i en negre el nielluccio, l'sciaccarellu i la garnatxa majoritàriament, seguits pel samsó, el mourvèdre, la barbarossa, la sirà i la carinyena.
Els vins que es produeixen són:
- Vins blancs, en general molt florals.
- Vins rosats novells, pàl·lids, frescos i fruitosos.
- Vins negres variats.

## Denominacions en categoria vilatges
AOC Corse Calviés la zona de la comarca de Balagne, al voltant de Calvi i L'Île-Rousse. És la zona més seca de Còrsega amb un sòl granític. La vinya va ser introduïda pels romans i actualment es conreen 238 hectàrees. Els vins negres tenen un 50% mínim de niellucciu i els blancs un 75% mínim de vermentinu. Es produeix molt vi rosat gris.
AOC Corse Coteaux du Cap Corseés la zona de la península del Cap Corse. La vinya va ser introduïda al segle xi pels primers monestirs. Són típics els vins blancs de vermentinu. A més, s'hi elaboren moscatells i el rappu, un vi aperitiu negre envellit en bóta.
AOC Corse Porto-Vecchioés la zona al voltant de Lecci, prop de Porto-Vecchio. S'elaboren sobretot negres i rosats de niellucciu i sciaccarellu.
AOC Corse Figariés la denominació francesa més meridional, al voltant de Figari, prop de Bonifacio. S'elaboren sobretot vins negres de niellucciu i sciaccarellu amb garnatxa, barbarossa, carcaghjolu i sirà.
AOC Corse Sartèneés la zona al vontant de Propiano i Sartène, amb unes 200 hectàrees de vinya.